# Stadtmuseum Kaufbeuren
Das Stadtmuseum Kaufbeuren ist ein kulturgeschichtliches Museum mit Schwerpunkt Stadtgeschichte in Kaufbeuren. Nach einer mehrjährigen Sanierung präsentiert es seit 2013 in einem historischen Altstadtgebäude auf vier Etagen eine Dauerausstellung, welche die Geschichte der Reichsstadt Kaufbeuren mit all ihren Verflechtungen in die Wirtschafts- und Sozialgeschichte beleuchtet.

## Geschichte
Mit einer Gründung im Jahr 1879 ist das Stadtmuseum Kaufbeuren eines der ältesten stadtgeschichtlichen Museen in Bayerisch-Schwaben. Ursprung des Museums ist das sogenannte „Lokalmuseum“, das durch den Kaufbeurer Kunsthändler und Magistratsrat Willibald Filser (1831–1895) im Rathaus der Stadt Kaufbeuren eingerichtet worden war. In zwei Räumen wurden Ausstellungsstücke zur Stadtgeschichte präsentiert. Ab 1880 war das „Lokalmuseum“ auch öffentlich zugänglich. Im Jahr 1901 entstand auf Initiative von Kurat Christian Frank, der seit 1901 als Museumskustos tätig war, und des Bezirksamtmanns Gustav von Kahr die Ausstellung „Volkskunst im Allgäu“. Die Ausstellung wurde im Gebäude der Landwirtschaftsschule im Kaisergäßchen 12 präsentiert. Aufgrund ihres großen, auch überregionalen Erfolgs wurde ein Teil der Präsentation dauerhaft als „Museum für Volkskunst“ im Kaisergäßchen installiert. Im selben Gebäude wurde 1928 ein „Ganghofer-Zimmer“ eingerichtet, das mit Gegenständen aus dem Nachlass des 1920 verstorbenen und in Kaufbeuren geborenen Schriftstellers Ludwig Ganghofer ausgestattet war.
Die verschiedenen Museumssammlungen wurden 1934 unter einem Dach vereint. Hintergrund dafür war, dass die Stadtverwaltung die Amtsräume im Rathaus selbst benötigte. Unter der Leitung des Verwaltungsoberinspektors Fritz Schmitt (1888–1966) wurde das Kaufbeurer Museum mit Unterstützung des Bayerischen Landesamts für Denkmalpflege mit dessen Direktor Georg Lill und dem Konservator Joseph Maria Ritz im Kaisergäßchen dauerhaft eingerichtet. Das Heimatmuseum Kaufbeuren wurde am 18. November 1934 dort wiedereröffnet. Im Jahr 1936 wurde die Ausstellung um die Kruzifixsammlung des Irseer Pfarrers Richard Wiebel erweitert.
2002 musste das Museum wegen statischer Probleme geschlossen werden. Am 7. Juni 2013 wurde es nach über zehnjähriger Schließung und einer umfangreichen Sanierung und Erweiterung des Museumsgebäudes wieder eröffnet.

## Leitung
- 2002–2014: Astrid Pellengahr
- seit 1. März 2014: Petra Weber

## Sammlung
Den Grundstock der Sammlung bilden Objekte zur Stadtgeschichte Kaufbeurens. Bemerkenswert ist eine Sammlung von rund 300 Kruzifixen aus neun Jahrhunderten, deren Spektrum von Kunstwerken aus dem kirchlichen und klösterlichen Leben bis zu Kreuzen aus dem Bereich der Volksfrömmigkeit reicht. Ebenfalls herausragend ist eine Sammlung von etwa 80 protestantischen Hinterglasbildern, die in der zweiten Hälfte des 18. Jh. in Kaufbeuren entstanden und auf der Plattform bavarikon öffentlich recherchierbar sind. Das Stadtmuseum besitzt wesentliche Teile des privaten Nachlasses des Erfolgsautors Ludwig Ganghofer. Des Weiteren zählen eine Reihe von bäuerlichen Stubeneinrichtungen und volkskundliche Objekte zur Sammlung des Museums, die seit der Ausstellung „Volkskunst im Allgäu“ von 1901 im Museum ausgestellt sind.

## Ausstellungskonzept
Seit der Wiedereröffnung 2013 verfügt das Stadtmuseum über fünf verschiedene Abteilungen in der Dauerausstellung, die die unterschiedlichen Sammlungsbereiche präsentieren:
- Kreuze und Heilige: Über die Kruzifixsammlung und die heilige Crescentia von Kaufbeuren (im Erdgeschoss); in einer „Schatzkammer“ befinden sich Kruzifixe aus wertvollen Materialien wie Elfenbein, Porzellan und Bronze.
- Stadtspuren: Zur Geschichte der Reichsstadt Kaufbeuren, Kaufbeuren im 19. und 20. Jahrhundert (1. Obergeschoss)
- Von den schönen Dingen des Lebens: Mit bäuerlichen Stubeneinrichtungen, die auf die Ausstellung „Volkskunst im Allgäu“ aus dem Jahr 1901 zurückgehen. Außerdem werden die  drei damaligen Ausstellungsmacher vorgestellt: der Heimatforscher Christian Frank, der damalige Kaufbeurer Bezirksamtsmann und spätere bayerische Ministerpräsident Gustav von Kahr, sowie der Architekt Franz Zell.
- Typisch Kaufbeuren: Über die bikonfessionelle Reichsstadt Kaufbeuren und das schwierige Zusammenleben der verschiedenen Konfessionen in der Stadt, die protestantischen Hinterglasbilder aus dem Zeitraum zwischen 1740 und 1790 und die Textilherstellung in der Stadt (2. Obergeschoss)
- Mit spitzer Feder: Ausstellung über die literarischen Söhne und Töchter der Stadt, darunter Hans Magnus Enzensberger, Ludwig Ganghofer (einer der erfolgreichsten deutschen Schriftsteller der ersten Hälfte des 20. Jahrhunderts, 1855 in Kaufbeuren geboren), Sophie la Roche (1730 in Kaufbeuren geboren, eine der ersten deutschsprachigen Autorinnen) und Christian Jakob Wagenseil (3. Obergeschoss)

Das Stadtmuseum Kaufbeuren ist seit der Sanierung barrierefrei zugänglich. In der Dauerausstellung finden sich Mitmach-Angebote, Medienstationen, Audioguide- (Deutsch und Englisch) und Hörstationen.

## Bildergalerie

Das Museumsgebäude und die Dauerausstellung
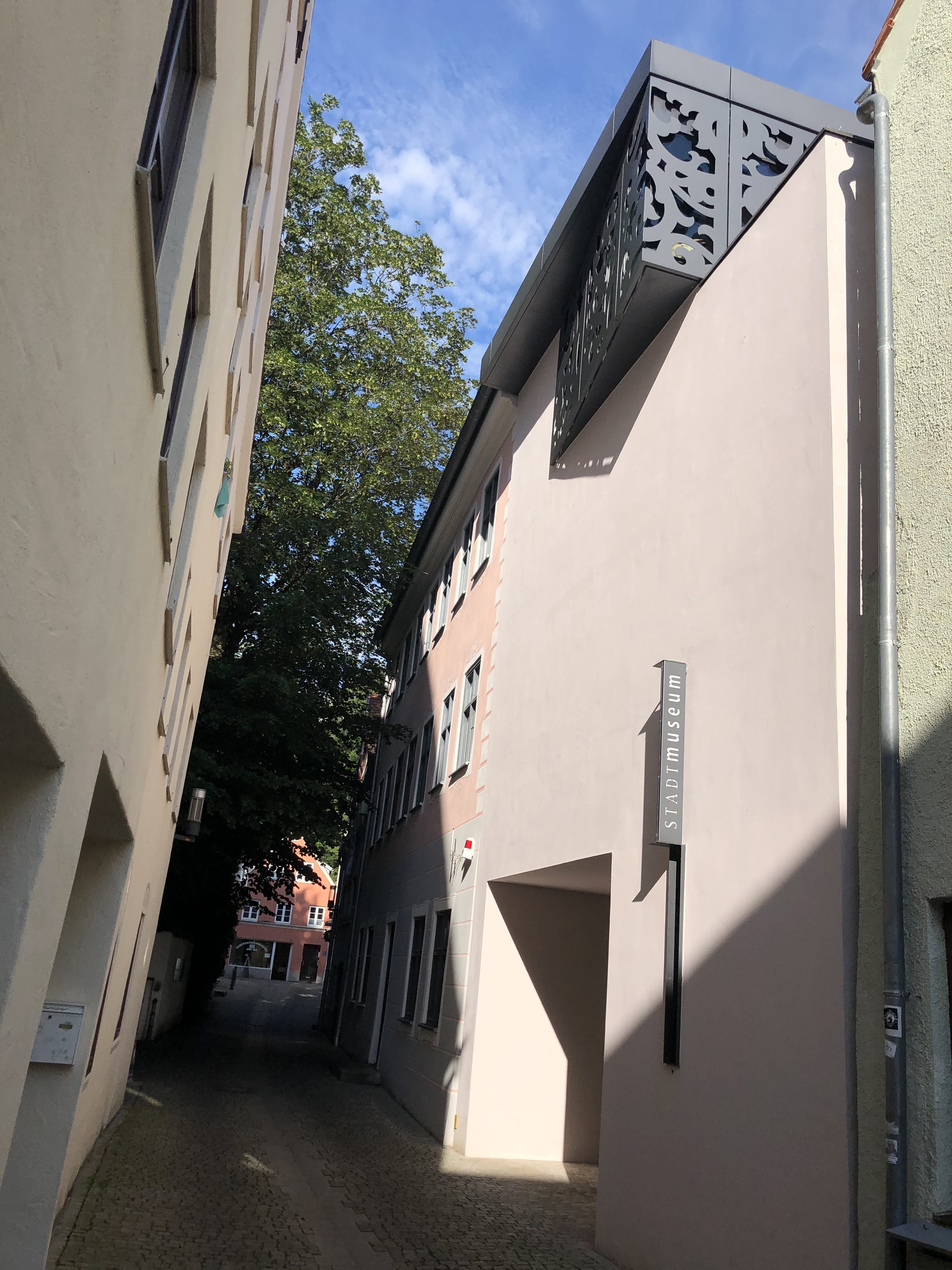
Das historische Museumsgebäude wird durch einen Neubau erschlossen, über den der Zutritt zum Stadtmuseum erfolgt
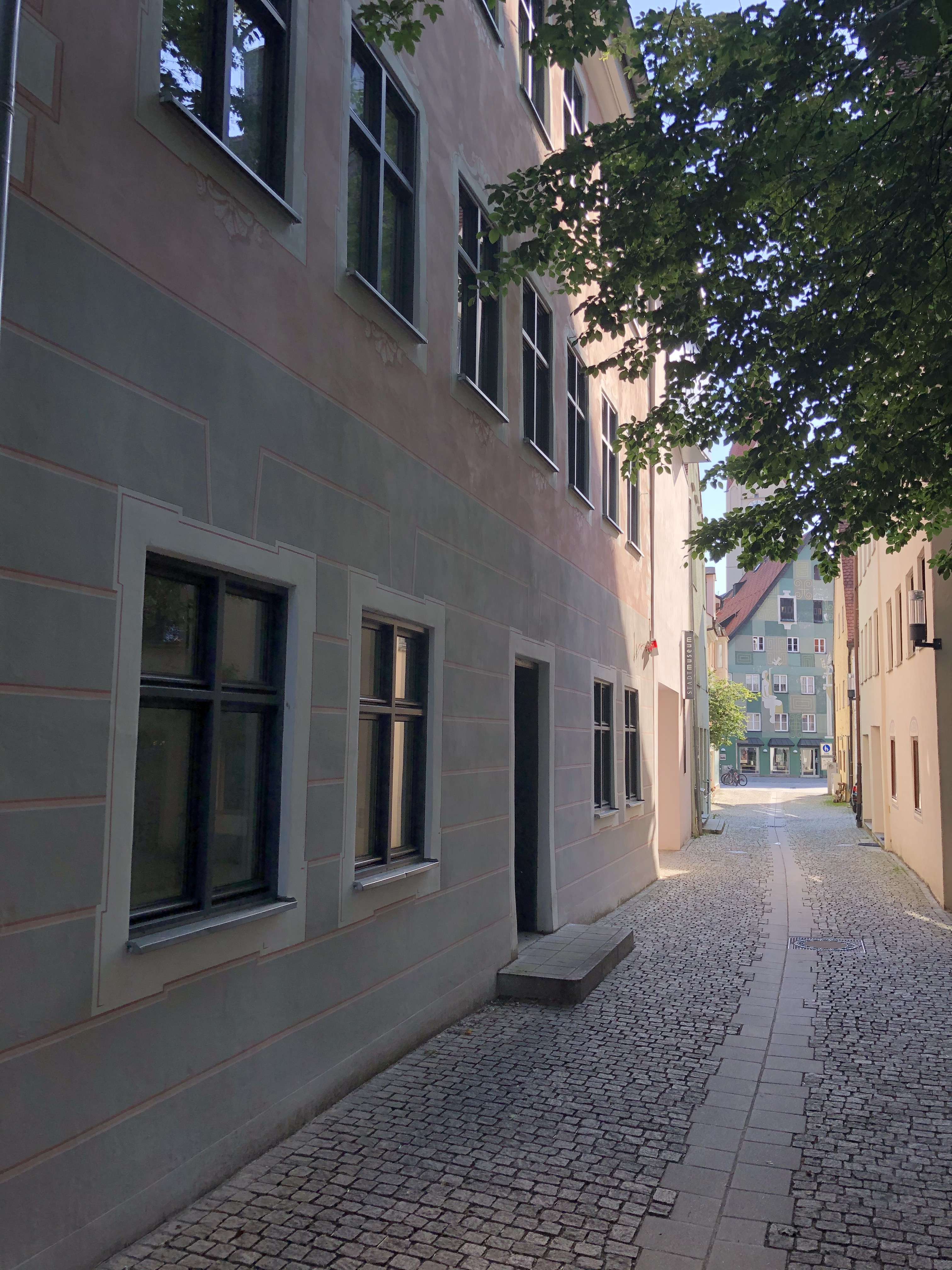
Das Stadtmuseum Kaufbeuren von außen: Der Altbau aus dem 18. Jahrhundert vom Kaisergäßchen aus gesehen
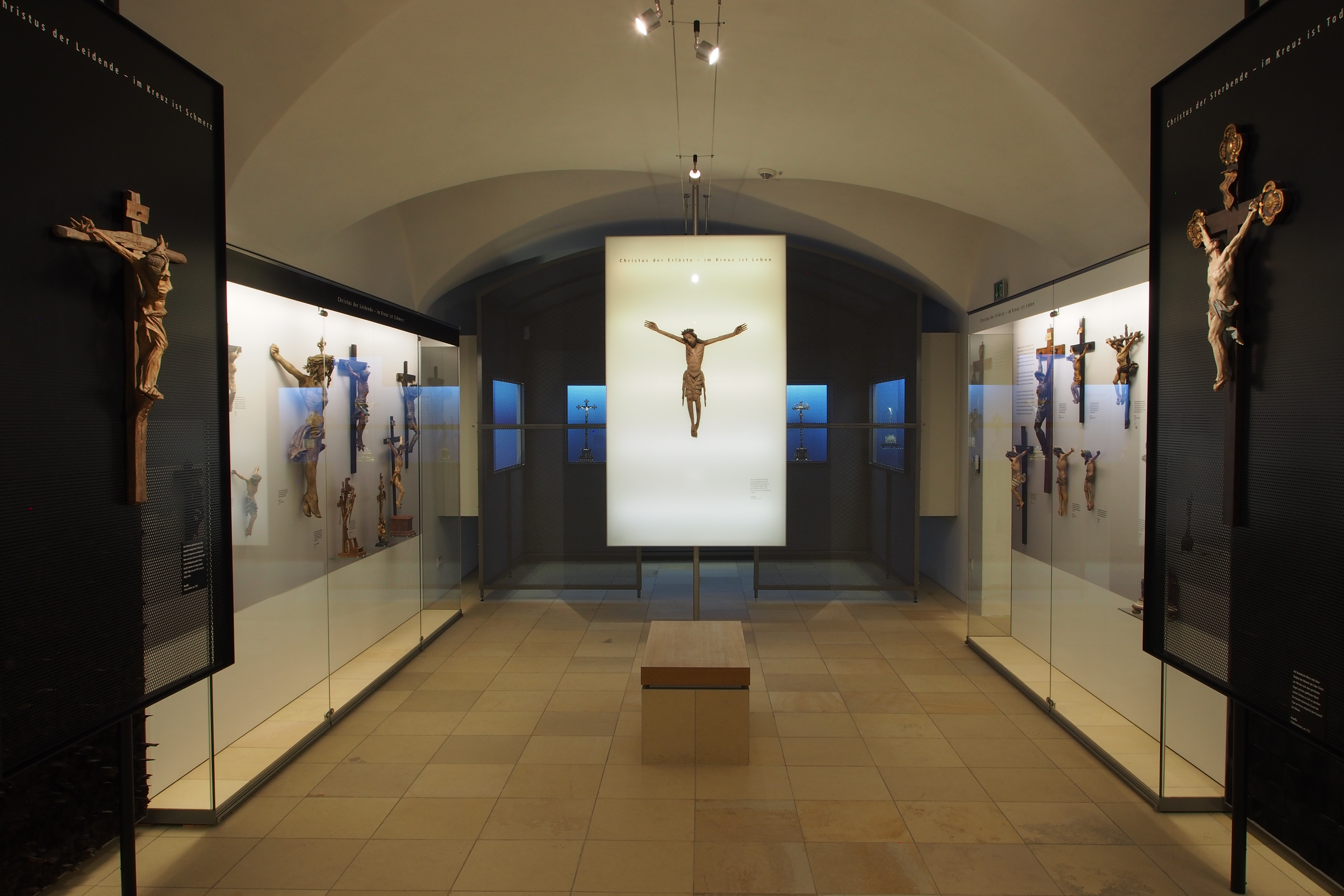
Blick in die Abteilung „Kreuze & Heilige“
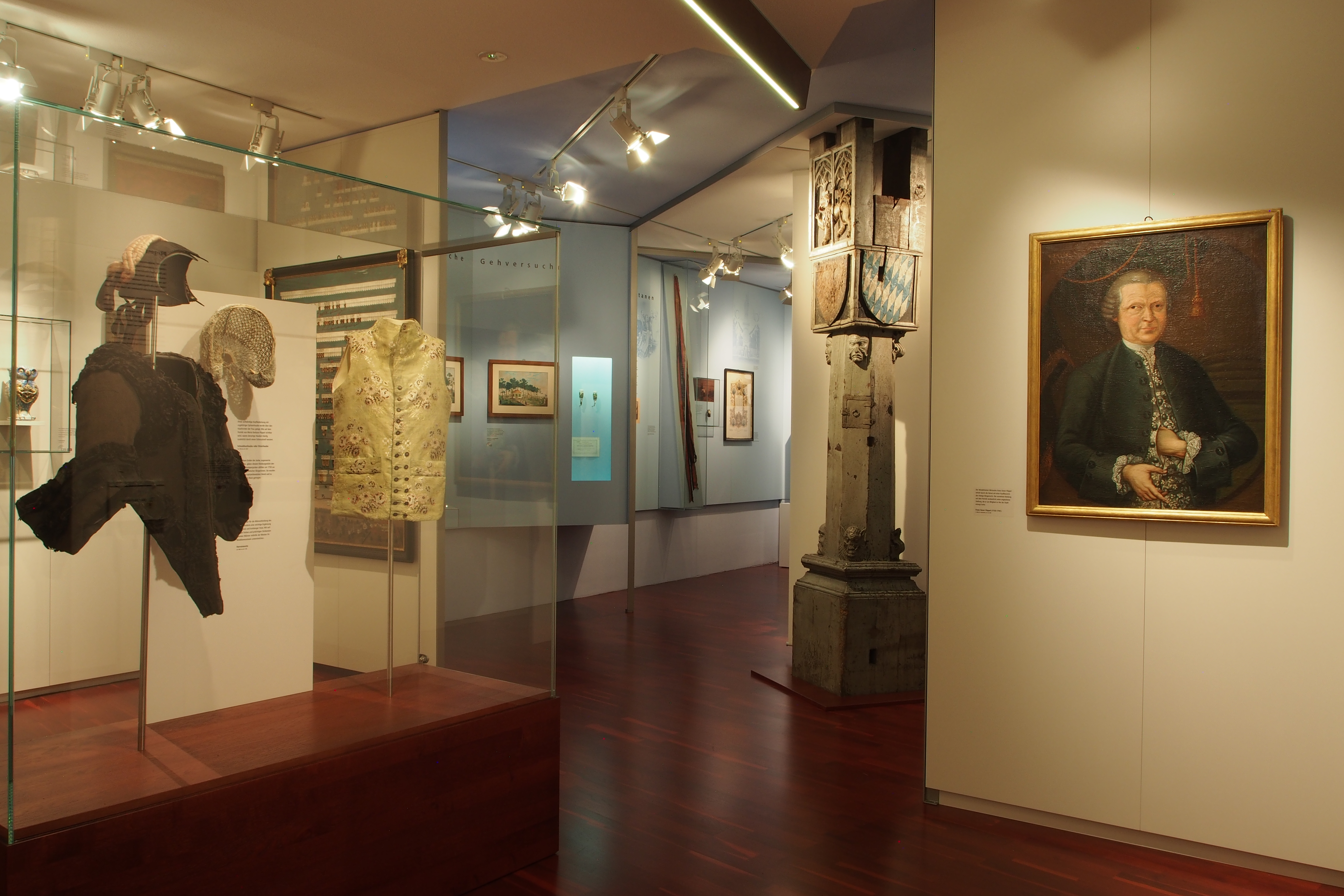
Blick in die Abteilung „Stadtspuren“
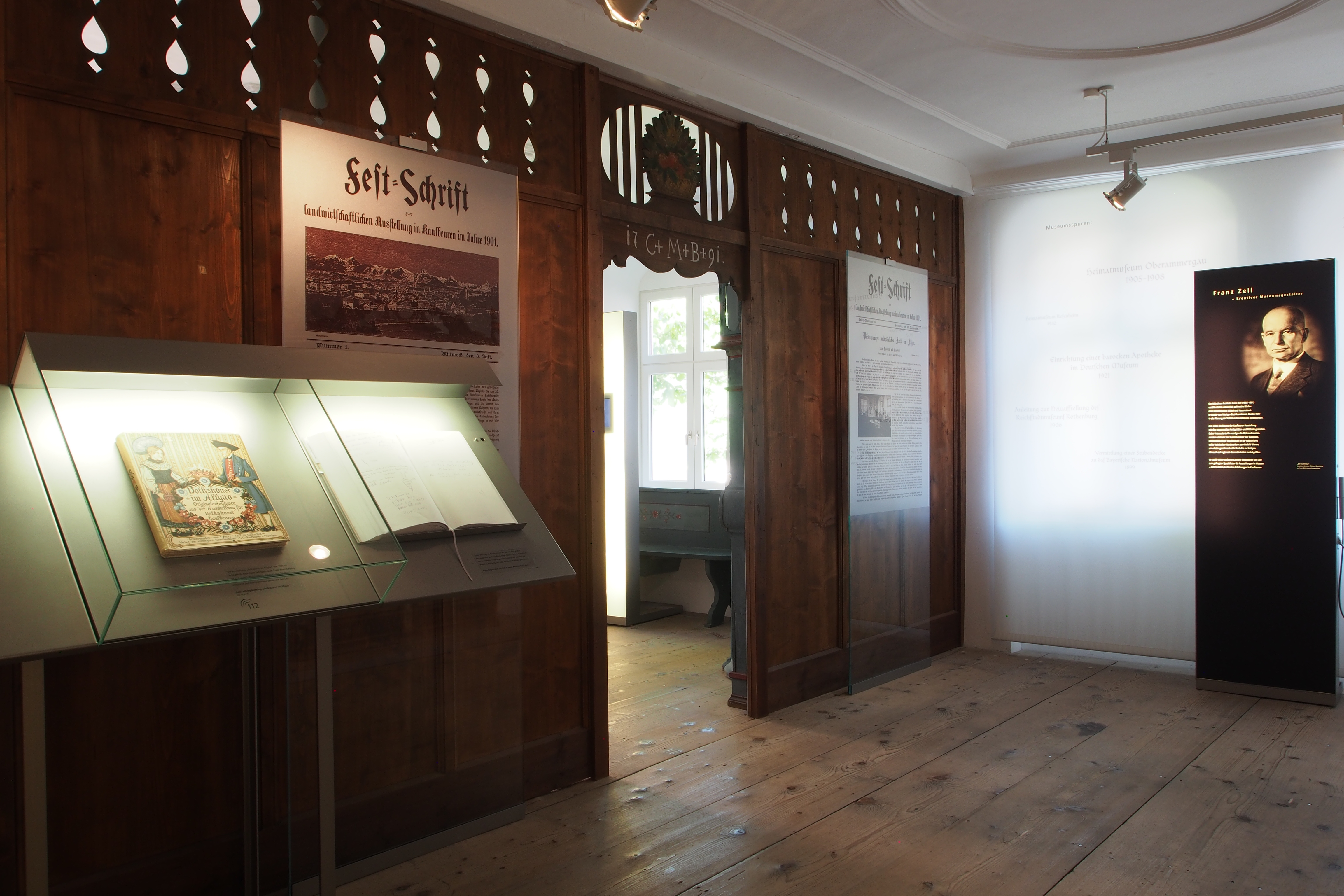
Die Abteilung „Von den schönen Dingen des Lebens“
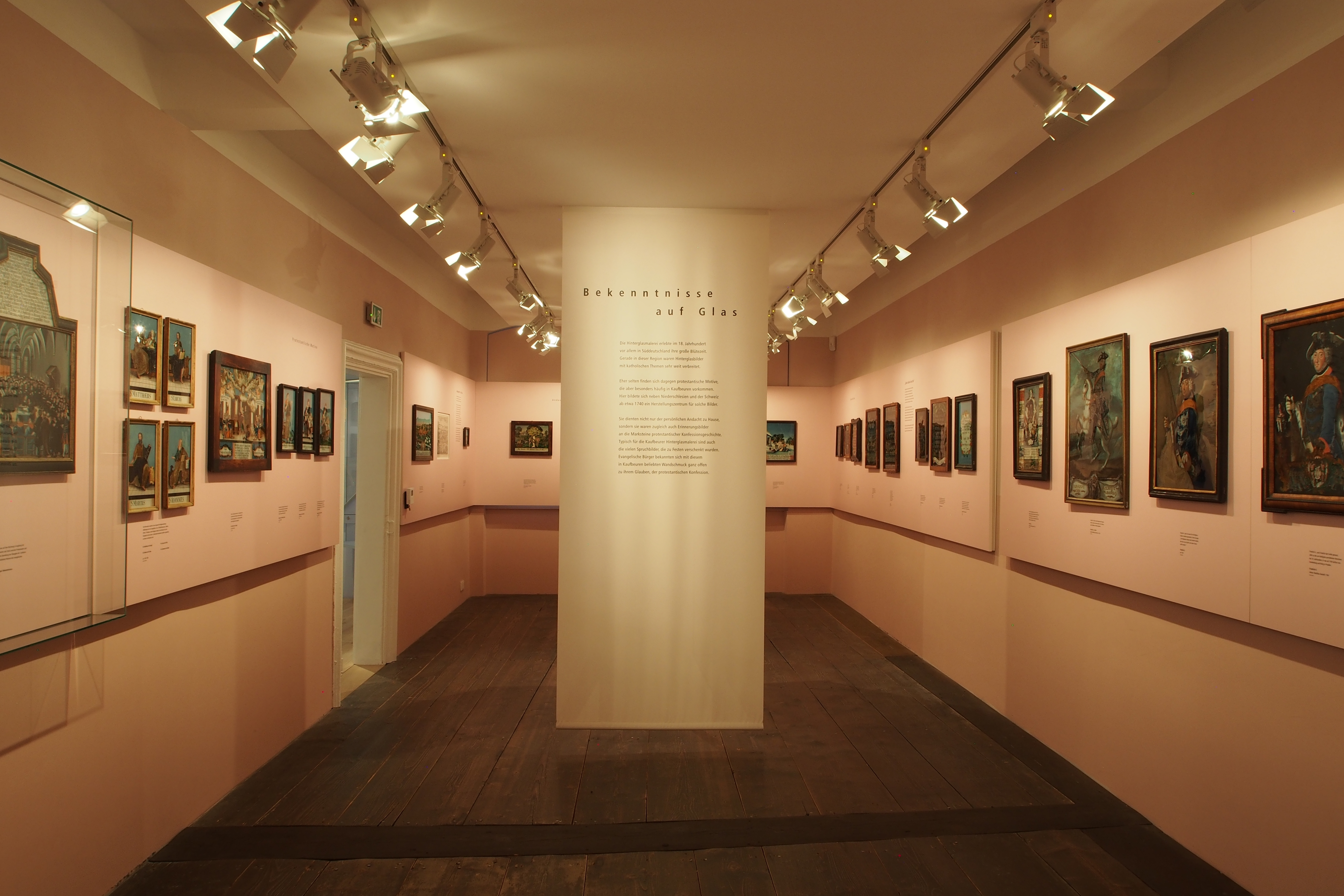
Die Abteilung „Typisch Kaufbeuren!“ zeigt eine Auswahl protestantischer Hinterglasbilder
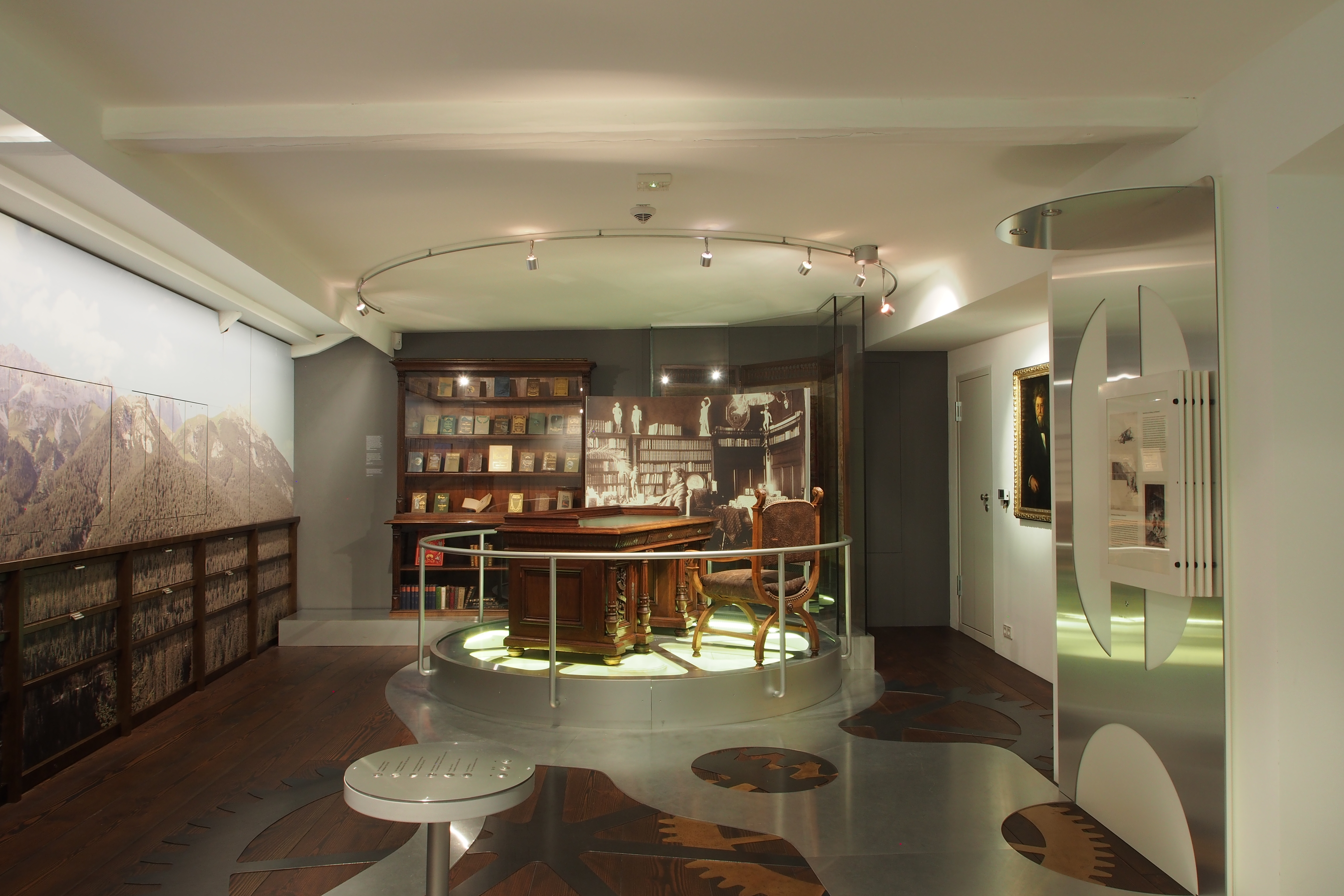
In der Abteilung „Mit spitzer Feder“ wird Ludwig Ganghofer vorgestellt
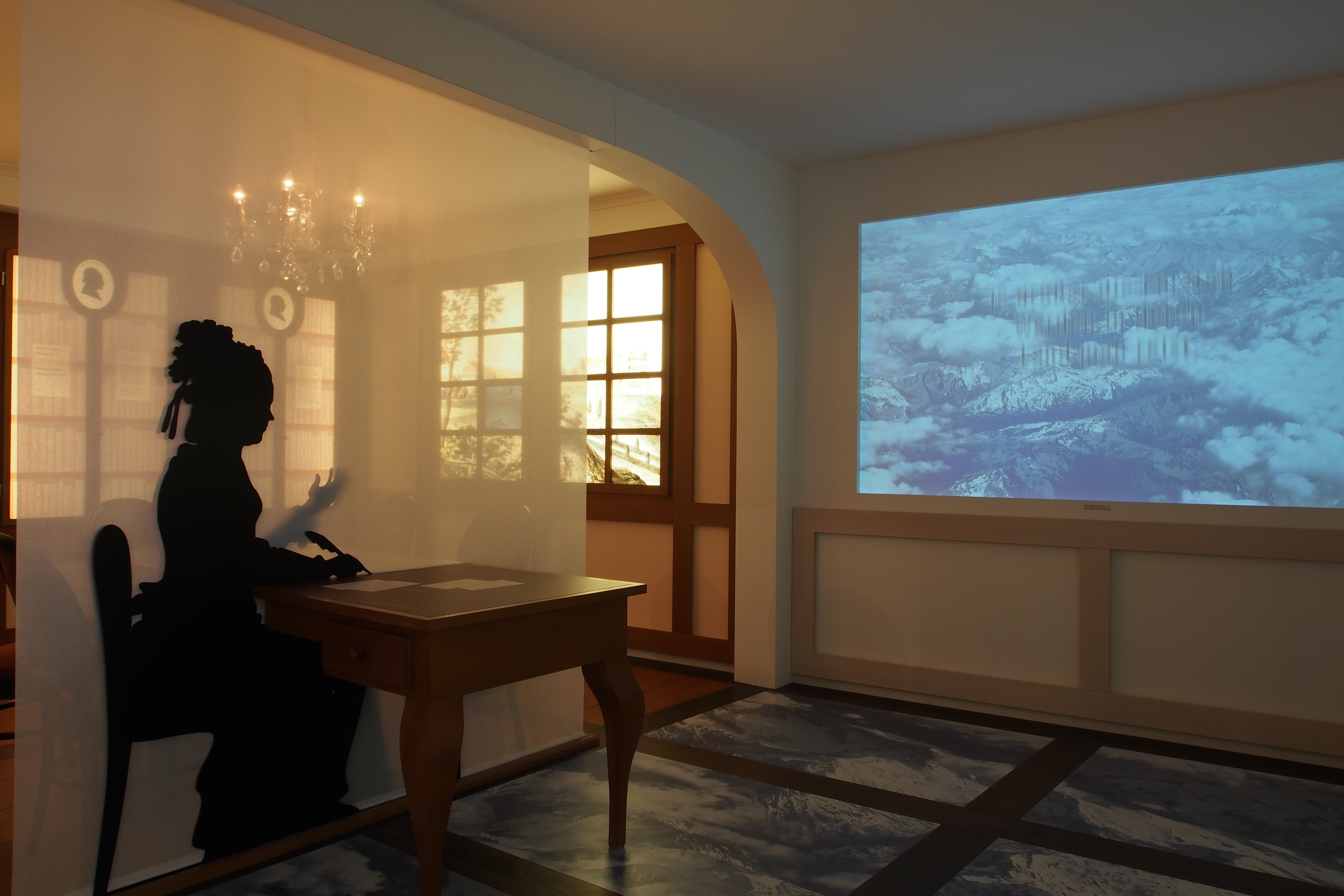
Im Dachgeschoss wird die Schriftstellerin Sophie la Roche vorgestellt

## Auseinandersetzung mit dem Nationalsozialismus
Seit 2015 setzt sich das Stadtmuseum Kaufbeuren intensiver mit der Stadtgeschichte in der Zeit des Nationalsozialismus auseinander. Der Auslöser dafür waren kritische Stimmen an der Gestaltung der Dauerausstellung zum 20. Jahrhundert bzw. über die NS-Zeit. Das Museum nahm die Kritik zum Anlass, sich öffentlich damit auseinanderzusetzen und veranstaltete am 20. Januar 2016 eine Podiumsdiskussion unter dem Titel „Die Gestaltung von Ausstellungen zur NS-Zeit - zum Umgang mit Objekten“. Zur Veranstaltung, die im Rahmen der Sonderausstellung In Memoriam. „Euthanasie“ im Nationalsozialismus stattfand, war ein Expertengremium mit Ausstellungsmachern und Museumsfachleuten geladen. Im Nachgang zur Podiumsdiskussion beauftragte das Stadtmuseum Kaufbeuren eine Zeithistorikerin damit, ein Gutachten zur Dauerausstellung zu erstellen. Das Gutachten bestätigte die Kritik an der derzeitigen Präsentation und empfahl eine Überarbeitung des bestehenden Ausstellungsbereichs.

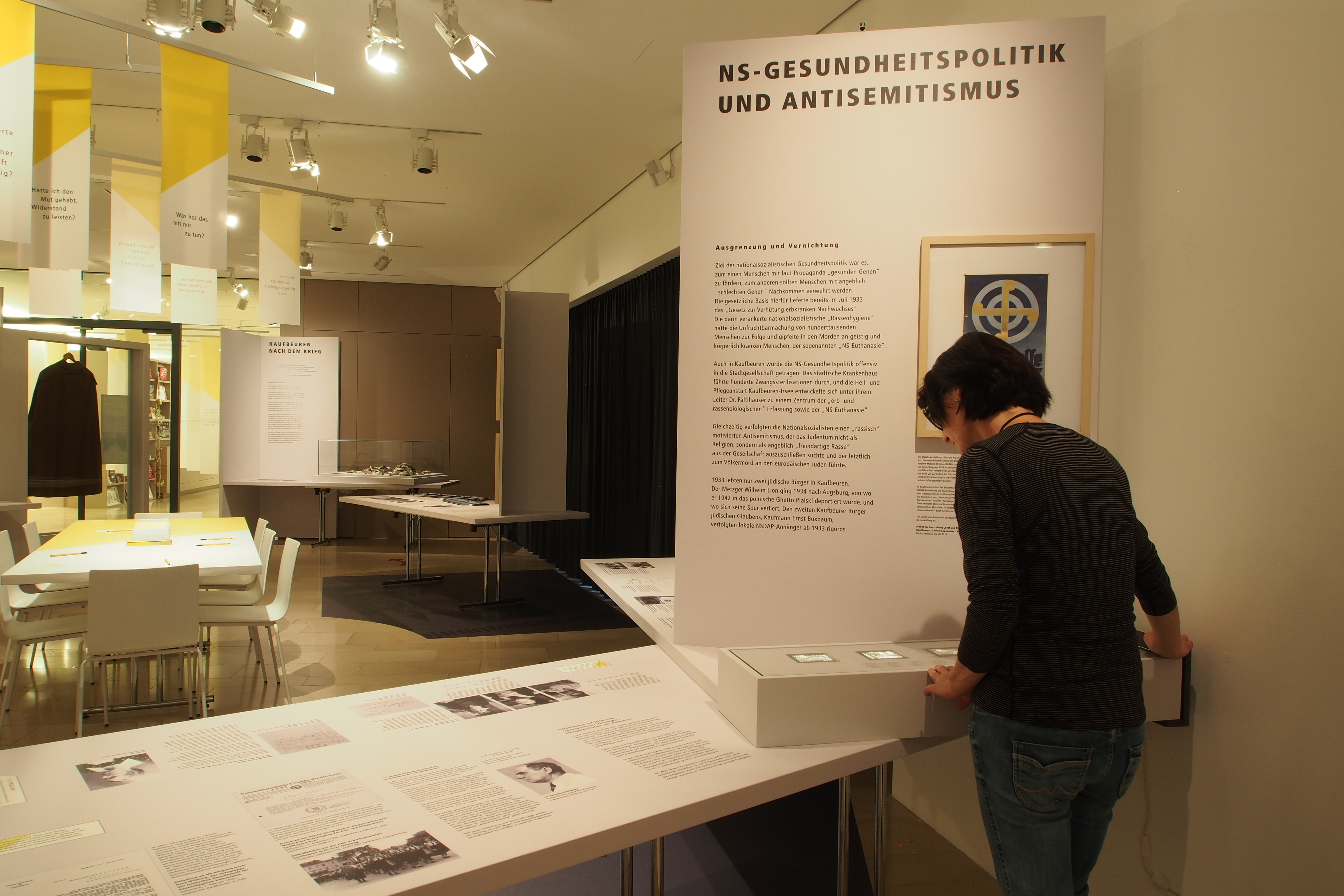
Blick in die Sonderausstellung „Kaufbeuren unterm Hakenkreuz. Eine Stadt geht auf Spurensuche“
(1. November 2019–23. August 2020)

2018 startete das Stadtmuseum einen Sammlungsaufruf nach Kaufbeurer Objekten aus der NS-Zeit, da die Sammlung des Stadtmuseums in diesem Bereich viele Sammlungslücken aufwies. Dieser Sammlungsaufruf sowie die lokalgeschichtlichen Forschungen zur NS-Zeit bildeten die Grundlage für das partizipativ angelegte Ausstellungsprojekt „Kaufbeuren unterm Hakenkreuz. Eine Stadt geht auf Spurensuche“, das im Oktober 2018 begann. Über ein Jahr lang erarbeitete das Stadtmuseum mit insgesamt zehn lokalen Kooperationspartnern Inhalte für eine Sonderausstellung und ihr Begleitprogramm. Diese Sonderausstellung wurde durch eine Förderung der Kulturstiftung des Bundes ermöglicht und eröffnete am 31. Oktober 2019. Parallel zum Ausstellungsprojekt startete das Stadtmuseum 2018 ein Projekt zur Provenienzforschung, in dem die Sammlungserwerbungen aus den Jahren 1932 bis 1964 überprüft werden. Dabei geht es darum, die Herkunftsgeschichte der Objekte lückenlos zu klären. Für die NS-Zeit muss festgestellt werden, ob Objekte früheren jüdischen Eigentümern unrechtmäßig beziehungsweise verfolgungsbedingt entzogen worden sind.
Im Nachgang zum Ausstellungsprojekt entschied der Kulturausschuss der Stadt Kaufbeuren am 9. November 2020, dass auf längere Perspektive die Dauerausstellung des Stadtmuseums auf Grundlage der erarbeiteten Inhalte und Objekte umgestaltet werden soll. Auf Initiative des Stadtmuseums wurden zudem am 26. September 2020 erstmals Stolpersteine zum Gedenken an die Kaufbeurer Opfer des Nationalsozialismus verlegt. Zudem veröffentlichte das Stadtmuseum in Zusammenarbeit mit dem Historischen Archiv des Bezirkskrankenhauses Kaufbeuren das Gedenkbuch „Später wurde darüber in der Familie nicht gesprochen. Gedenkbuch für die Kaufbeurer Opfer der NS-Euthanasie“. 2024 setzt das Stadtmuseum Kaufbeuren die Spurensuche fort mit dem Ausstellungsprojekt „Massenverbrechen Zwangsarbeit. Kaufbeuren wagt Erinnerung“.

## Sonderausstellungen
Im Erdgeschoss zeigt das Museum zwei Sonderausstellungen pro Jahr. Einmal jährlich wird der Sonderausstellungsraum zusätzlich von ausgewählten Vertretern der Kaufbeurer Kunst- und Kulturszene bespielt. Bisher wurden folgende Sonderausstellungen gezeigt:
- 2013: Erwin Birnmeyer. Stein auf Stein. Arbeiten aus den Jahren 1946–2006.[15]
- 2014: Film-Gemälde. Videos von Christoph Brech. In Kooperation mit der Filmzeit Kaufbeuren.[16]
- 2014: Mathematik zum Anfassen. Eine Entdeckungsreise in die Welt der Zahlen und Phänomene. Mitmach-Ausstellung des Mathematikums in Gießen.[17]
- 2014/15: Warten auf’s Christkind. Adventskalender von den Anfängen bis zur Gegenwart. Sammlung Esther Gajek.[18]
- 2015: In Memoriam. „Euthanasie“ im Nationalsozialismus. Wanderausstellung von Michael von Cranach.[19]
- 2015: Aller 1. Kaufbeurer Fototage. In Kooperation mit dem Arbeitskreis Fotografie der VHS Kaufbeuren e. V.[20]
- 2015: Von der Waffenschmiede zur Druckkunst. Daniel Hopfer – Erfinder der Radierung.[21]
- 2016: Kinderträume & Spielereien. Spielzeug aus dem Fundus des Stadtmuseums Kaufbeuren.[22]
- 2016: Ende und Anfang. Ausstellung der BURONALE Videokunstpreisträgerin Lydia Kaminski mit Philip Neumann. In Kooperation mit der Filmzeit Kaufbeuren.[23]
- 2016: Vom Wegmüssen und Ankommen. „Ich integriere mich von frühmorgens bis spätabends.“ Wanderausstellung von Hermine Oberück und Gertraud Strohm-Katzer.[24]
- 2017: Ansichtssache Kaufbeuren. Stadtbilder gestern und heute.[25]
- 2017: Emotionen im Fluss. Jubiläumsausstellung 50 Jahre Kulturring Kaufbeuren e. V. In Kooperation mit dem Kulturring Kaufbeuren e. V.[26]
- 2017/18: Bekenntnisse aus Glas. Protestantische Hinterglasbilder aus Kaufbeuren.[27]
- 2018: Woven Memories. Videokunst und Objekte von Rose Stach. BURONALE Videokunstpreis. In Kooperation mit der Filmzeit Kaufbeuren.[28]
- 2018: Kapier Papier! Eine Reise durch die Welt des Papiers. Mitmach-Ausstellung des kek-Kindermuseums für Bremen e. V.
- 2018/19: Von Bücherschätzen und gelehrten Mönchen. Die Bibliothek Kloster Irsee in der Staats- und Stadtbibliothek Augsburg. In Kooperation mit der Staats- und Stadtbibliothek Augsburg und dem Schwäbischen Bildungszentrum Irsee.
- 2019: Deutsche Fotomeisterschaft 2019. In Kooperation mit dem Arbeitskreis Fotografie der VHS Kaufbeuren e. V.[29]
- 2019: Macht & Millionen. Heute regiere ich! Mitmachausstellung des Stadtmuseums Tübingen.[30]
- 2019/20: Kaufbeuren unterm Hakenkreuz. Eine Stadt geht auf Spurensuche.[31]
- 2021: Angebandelt. Ein Date mit der Schürze.[32]
- 2021: Wunschkonzert. Kaufbeurer Lieblingsstücke aus dem Museumsdepot.[33]
- 2022: Veronika, der Lenz ist da! Zur Unterhaltungskultur der 1920er Jahre.[34]
- 2022: Vanessa Hafenbrädl: KB – WIRWIRWIR.[35]
- 2023: Upbeat. Förderpreis 2022 der Kaufbeurer Künstlerstiftung.[36]
- 2023: Umwelt, Klima & DU. Eine Mitmach-Ausstellung des Jungen Museums Frankfurt.[37]
- 2023: He Fräulein. Eine Geschichte der Frauen in Fakten und Bildern.[38]
- 2023: Massenverbrechen Zwangsarbeit. Kaufbeuren wagt Erinnerung. Mit einer künstlerischen Spurensuche von Cornelia Renz.[39]

## Auszeichnungen
Das Museum erhielt 2013 den Bayerischen Museumspreis. 2015 war es für den European Museum of the Year Award nominiert. Das Stadtmuseum wurde für seine familienfreundlichen Angebote mehrfach mit dem Fairfamily Siegel ausgezeichnet. 2015 erhielt es für die moderne Erweiterung des Altbaus den Baupreis Kaufbeuren.